# Список министров природных ресурсов России
В списке приведены руководители Министерства природных ресурсов России — ведомства, осуществляющего функции по выработке государственной политики и нормативно-правовому регулированию в сфере изучения, использования, воспроизводства и охраны природных ресурсов.

Погон министра природных ресурсов Российской Федерации (1998—2003)

## Государственный комитет СССР по охране природы
Образован 16 января 1988 года.
| Имя                                      | Дата вступления в должность | Дата снятия с должности |
| ---------------------------------------- | --------------------------- | ----------------------- |
| Моргун, Фёдор Трофимович (1924—2008)     | 11 марта 1988               | 7 июня 1989             |
| Воронцов, Николай Николаевич (1934—2000) | 3 августа 1989              | 1 марта 1991            |

## Министерство природопользования и охраны окружающей среды СССР
Образовано 1 апреля 1991 года на базе Государственного комитета СССР по охране природы.
| Имя                                      | Дата вступления в должность        | Дата снятия с должности        |
| ---------------------------------------- | ---------------------------------- | ------------------------------ |
| Воронцов, Николай Николаевич (1934—2000) | 1 марта 1991 и. о. 28 августа 1991 | 28 августа 1991 26 ноября 1991 |

Упразднено c 1 декабря 1991 на основании Постановления Государственного совета СССР от 14 ноября 1991 года. На его базе образован Межреспубликанский комитет СССР по экологической безопасности, ликвидированный 27 ноября 1991 года. Председатель комитета не назначался.

## Государственный комитет РСФСР по охране природы
Создан 20 апреля 1988 года (Закон РСФСР от 20 апреля 1988 года «Об утверждении Указов Президиума Верховного Совета РСФСР о некоторых изменениях в системе органов государственного управления и о внесении изменений и дополнений в Закон РСФСР „О Совете Министров РСФСР“»).
| Имя                                       | Дата вступления в должность | Дата снятия с должности |
| ----------------------------------------- | --------------------------- | ----------------------- |
| Ковальчук, Алексей Максимович (1928—2014) | 11 мая 1988                 | 15 мая 1990             |

Упразднен в соответствии с Законом РСФСР от 14 июля 1990 г. «О республиканских министерствах и государственных комитетах РСФСР».

## Государственный комитет РСФСР по экологии и природопользованию
Образован 14 июля 1990 года на базе упраздненного Государственного комитета РСФСР по охране природы.
| Имя                                    | Дата вступления в должность | Дата снятия с должности |
| -------------------------------------- | --------------------------- | ----------------------- |
| Гаврилов, Игорь Трифонович (1939—2011) | 14 июля 1990                | 30 июля 1991            |

30 июля 1991 года преобразован в Министерство экологии и природопользования РСФСР (Постановление Президиума Верховного Совета РСФСР от 30 июля 1991 года № 1617-I).

## Министерство экологии и природопользования РСФСР
Образовано 30 июля 1991 года на базе Государственного комитета РСФСР по экологии и природопользованию.
| Имя                                           | Дата вступления в должность | Дата снятия с должности |
| --------------------------------------------- | --------------------------- | ----------------------- |
| Гаврилов, Игорь Трифонович (1939—2011)        | 30 июля 1991                | 10 ноября 1991 года     |
| Данилов-Данильян, Виктор Иванович (род. 1938) | 10 ноября 1991              | 28 ноября 1991          |

## Министерство экологии и природных ресурсов РСФСР
Образовано 28 ноября 1991 года на базе упраздненных Министерства экологии и природопользования РСФСР, Министерства лесного хозяйства РСФСР, Государственного комитета РСФСР по геологии и использованию недр и Комитета по водному хозяйству при Совете Министров РСФСР (Указ Президента РСФСР № 242 от 28 ноября 1991 года).
| Имя                                           | Дата вступления в должность | Дата снятия с должности |
| --------------------------------------------- | --------------------------- | ----------------------- |
| Данилов-Данильян, Виктор Иванович (род. 1938) | 3 декабря 1991              | 25 декабря 1991         |

25 декабря 1991 Верховный Совет РСФСР принял закон о переименовании РСФСР в Российскую Федерацию. 21 апреля 1992 года Съезд народных депутатов РСФСР внес соответствующие изменения в Конституцию РСФСР, которые вступили в силу 16 мая 1992 года.

## Министерство экологии и природных ресурсов Российской Федерации
| Имя                                           | Дата вступления в должность | Дата снятия с должности |
| --------------------------------------------- | --------------------------- | ----------------------- |
| Данилов-Данильян, Виктор Иванович (род. 1938) | 25 декабря 1991             | 30 сентября 1992        |

30 сентября 1992 года преобразовано в Министерство охраны окружающей среды и природных ресурсов Российской Федерации.

## Министерство охраны окружающей среды и природных ресурсов Российской Федерации
Образовано 30 сентября 1992 года на базе Министерства экологии и природных ресурсов Российской Федерации.
| Имя                                           | Дата вступления в должность | Дата снятия с должности |
| --------------------------------------------- | --------------------------- | ----------------------- |
| Данилов-Данильян, Виктор Иванович (род. 1938) | 12 ноября 1992              | 14 августа 1996         |

14 августа 1996 года разделено на Министерство природных ресурсов Российской Федерации и Государственный комитет Российской Федерации по охране окружающей среды.

## Государственный комитет Российской Федерации по охране окружающей среды
Образован 14 августа 1996 года на базе Министерства охраны окружающей среды и природных ресурсов Российской Федерации.
| Имя                                           | Дата вступления в должность | Дата снятия с должности |
| --------------------------------------------- | --------------------------- | ----------------------- |
| Данилов-Данильян, Виктор Иванович (род. 1938) | 14 августа 1996             | 2 июня 2000             |

Ликвидирован 18 мая 2000 года.

## Министерство природных ресурсов Российской Федерации
Создано 14 августа 1996 года на базе части Министерства охраны окружающей среды и природных ресурсов Российской Федерации, Комитета Российской Федерации по водному хозяйству и Комитета Российской Федерации по геологии и использованию недр (Указ Президента Российской Федерации от 14 августа 1996 года № 1177). 17 мая 2000 года Министерству природных ресурсов Российской Федерации переданы функции упразднённого Государственного комитета Российской Федерации по охране окружающей среды (Указ Президента Российской Федерации от 17 мая 2000 года № 867).
| Имя                                      | Дата вступления в должность | Дата снятия с должности |
| ---------------------------------------- | --------------------------- | ----------------------- |
| Орлов, Виктор Петрович (1940—2021)       | 22 августа 1996             | 30 апреля 1998          |
| Некрутенко, Виктор Юрьевич (род. 1951)   | 30 апреля 1998              | 6 октября 1998          |
| Орлов, Виктор Петрович (1940—2021)       | 6 октября 1998              | 19 августа 1999         |
| Яцкевич, Борис Александрович (1948—2020) | 19 августа 1999             | 16 июня 2001            |
| Артюхов, Виталий Григорьевич (род. 1944) | 16 июня 2001                | 9 марта 2004            |
| Трутнев, Юрий Петрович (род. 1956)       | 9 марта 2004                | 12 мая 2008             |

12 мая 2008 года преобразовано в Министерство природных ресурсов и экологии Российской Федерации.

## Министерство природных ресурсов и экологии Российской Федерации
Образовано 12 мая 2008 года на базе Министерства природных ресурсов Российской Федерации (Указ Президента Российской Федерации от 12 мая 2008 года № 724).
| Имя                                         | Дата вступления в должность | Дата снятия с должности |
| ------------------------------------------- | --------------------------- | ----------------------- |
| Трутнев, Юрий Петрович (род. 1956)          | 12 мая 2008                 | 21 мая 2012             |
| Донской, Сергей Ефимович (род. 1968)        | 21 мая 2012                 | 18 мая 2018             |
| Кобылкин, Дмитрий Николаевич (род. 1971)    | 18 мая 2018                 | 9 ноября 2020           |
| Козлов, Александр Александрович (род. 1981) | с 10 ноября 2020            |                         |